# Операция «Арийцы»
Операция «Арийцы» — радиоигра, проводимая силами 3-го отдела ГУКР СМЕРШ во время Великой Отечественной войны с Абвером в двух населённых пунктах Астраханской области — Енотаевка и Яшкуль — с 29 мая по 20 августа 1944 года.

## Предыстория
В годы гражданской войны в России часть калмыков, руководимых сторонниками восстановления монархии и местными националистами, выступила на стороне белогвардейцев. 80-й Зюнгарский, 3-й Донской, 1-й и 2-й Астраханские и другие белогвардейские калмыцкие полки принимали активное участие в боевых действиях против частей Красной армии.
В 1920 году руководители ряда калмыцких контрреволюционных организаций и групп вместе с Русской армией Врангеля бежали в Турцию, Югославию, Чехословакию, США, и Францию, где развернули активную антисоветскую работу.
В 1927—1928 гг. в Париже лидером калмыцких националистов Шамбой Балиновым (1894-1959), вдовой князя Тундутова, бывшим царским офицером Абуши Алексеевым, Санджи Балыковым и другими был создан Калмыцкий национальный союз, основной идеологической платформой которого стала борьба с советской властью. Конечным результатом деятельности Союза было объявлено освобождение калмыцкого народа от большевиков.
С началом Второй мировой войны калмыцкие националисты резко активизировали свою деятельность.
После начала Великой Отечественной войны положение в Калмыцкой АССР осложнилось: начался призыв военнообязанных, выполнение военно-хозяйственных мероприятий по мобилизации экономики.
По инициативе партийных и советских органов была сформирована 110-я Отдельная калмыцкая кавалерийская дивизия, которая участвовала в боевых действиях против немцев.
В ходе летнего наступления 1942 года немецко-румынские войска группы армий «A» вышли к границам Калмыцкой АССР. 12 августа 1942 года советские войска оставили Элисту, отступив в направлении на Астрахань и Сталинград. 15 августа 1942 года советские войска отступили на линию Малые Дербеты — озеро Сарпа — совхоз «Сарпинский» — Ханата. Таким образом, в конечном итоге, немецко-румынскими войсками была оккупирована большая часть республики — город Элиста и пять улусов Калмыцкой АССР, ещё три улуса были оккупированы частично.
В 1942 году в Берлине РСХА и «министерством восточных территорий» был создан «Калмыцкий национальный комитет» (нем. Kalmükisches Nationalkomitee) во главе с Балиновым. Основной задачей комитета было привлечение к активной борьбе с СССР бывших советских военнослужащих калмыцкой национальности, находившихся в германском плену, а также жителей временно оккупированной территории Калмыцкой АССР. Одновременно КНК вместе с калмыцким отделом Восточного министерства готовил кадры для оккупированных районов. Члены КНК развернули активную работу по вербовке военнопленных в Калмыцкий национальный легион.
В июле 1942 года в Калмыцкие степи была направлена команда «Краних», которой руководил кадровый сотрудник Абвергруппы-103, зондерфюрер Отто Верба. Он возглавил разведывательную и контрразведывательную работу против Красной Армии и партизан, занимался формированием Калмыцкого национального легиона.
В сентябре 1942 года было начато формирование калмыцких кавалерийских эскадронов, в дальнейшем ставших основой для создания Калмыцкого кавалерийского корпуса.
В 1942 году председатель КНК Балинов и агент германской разведки Балданов прибыли в захваченную немцами Элисту, где приступили к созданию антисоветских вооружённых формирований.
После поражения немецких войск под Сталинградом и отступления немцев с Северного Кавказа германская военная разведка приступила к подготовке диверсионно-террористических групп для оставления их в советском тылу. С этой целью заблаговременно создавались базы и хранилища с оружием, взрывчатыми веществами, продовольствием и одеждой, которыми должны были пользоваться разведывательно-диверсионные группы. Летом 1944 года Абвер с помощью калмыцких коллаборационистов попытался организовать антисоветское восстание в советском тылу.

## Заброс диверсантов в советский тыл
Подготовкой операции в Калмыкии германская разведка занялась в январе 1944 года. План операции разрабатывался руководством штаба Валли I под началом майора Германа Бауна и Марвица. Активное участие в подготовке плана также приняли офицер Абвера, командир Калмыцкого кавалерийского корпуса доктор Долль (Отто Верба) и его заместитель белоэмигрант Зубков. Калмыков из корпуса доктора Долля готовили в разведшколе Абвера, расположенной в 43-х км от Кёнигсберга. Подготовка к операции была завершена 15 мая 1944 года, и в тот же день с Кёнигсбергского аэродрома вся группа вылетела в Румынию. Переброска через линию фронта была осуществлена 1 октября 1943 года на немецком самолёте, диверсанты были сброшены с парашютом.
Из справки Управления НКГБ Астраханской области на группу немецких разведчиков, заброшенных в Калмыкию. 27 октября 1943 года на местности Аким-Пески АССР после непродолжительной перестрелки были задержаны немецкие разведчики:
1) Ворона-Мартынюк Александр Денисович (кличка Александр Титов), являлся агентом-радистом, в первых числах ноября месяца 1943 года передан контрразведке Смерш СКВО.
2) Эрдниев Харцха Очирович (кличка Миша), 1914 года рождения, уроженец села Улан-Эрге, дезертир Красной Армии, отступил вместе с немцами в январе 1943 года из Калмыкии и до 1 октября 1943 года находился на службе в калмыцком корпусе рядовым солдатом 1-го эскадрона 1-го дивизиона.
При задержании скрылись вылетевшие и сброшенные одновременно с ними немецкие разведчики:
1) Огдонов Басанг Бурунович, 28 лет, житель Зюнгаровского сельсовета бывшего Черноземельского улуса Калмыцкой АССР, калмык, до оккупации находился в банде, в период оккупации в Элисте являлся одним из организаторов калмыцких добровольческих эскадронов, отступил вместе с немцами в январе 1943 года, занимал командную должность в составе калмыцкого корпуса до момента заброски.
2) Эренцов Сога, житель села Улан-Эрге, по специальности ветеринарный врач, в период оккупации служил полицаем. Во время прыжка с самолёта, как установлено следствием, разбился.
3) Халгаев Муда Абушевич, 1916 года рождения, при оккупации служил полицейским, находился на службе в калмыцком корпусе.
При задержании у Мартынюка и Эрдниева было изъято: немецкая рация Дуплекс, шифр, код, револьвер Наган и пистолет ТТ. Все остальные диверсанты были вооружены винтовками и пистолетами ТТ. Переброшенные разведчики имели задание:
- Установить связь с действующими на территории Калмыкии бандформированиями, активизировать их деятельность.
- Установить наличие воинских частей в Калмыкии, их дислокацию, численность и вооружённость.
- Изыскать авиапосадочную площадку и место возможного хранения горючего для самолётов.
- Изучить политическое настроение населения Калмыкии.
- По всем вопросам информировать немецкую разведку, а также систематически радировать состояние погоды.

Группа Огдонова была разгромлена, радист захвачен в плен, самому Огдонову удалось уйти.

## Начало операции «Арийцы»
28 июня 1944 года из НКВД СССР на имя начальника Главного управления контрразведки Смерш НКО СССР по ВЧ поступила копия докладной записки:

Из Астрахани. Москва. НКВД СССР - товарищу Берия. В результате 5-дневного преследования группа диверсантов в составе 9 человек, высаженных 23 мая, обнаружена нашей оперативно-войсковой группой и ликвидирована в 55 км северо-западнее села Яскуль. Во время боя убито 3 десантника, захвачено 6. Изъято оружие. С нашей стороны потерь не имеется. Группа задержанных направляется в Яскуль. Все задержанные будут допрошены. О результатах допроса будет сообщено дополнительно.
Начальник ГУКР Смерш В. С. Абакумов в тот же день передал документ в 3-й отдел ГУКР - полковнику В. Я. Барышникову.
Группа, возглавляемая капитаном Абвера Квастом, он же — фон Шеллер, состояла из 33 человек, из них 19 агентов-диверсантов, 4 радиста, 7 человек экипажа немцев. В район посадки немецкого самолёта тут же была вызвана истребительная авиация и направлены опергруппы НКВД и НКГБ Астраханской области. В результате принятых мер вражеский самолёт был обнаружен и подожжён. Десант и экипаж оказали при задержании вооружённое сопротивление. В ходе завязавшейся перестрелки было уничтожено 7 человек (из них 3 члена экипажа самолёта), а 12 взяты в плен (из них 6 лётчиков). Оставшиеся 14 человек смогли скрыться.

«Устанавливается диверсионная группа противника, выброшенная 23 мая с. г. севернее посёлка Утта. Подготовлена и направлена в наш тыл („Валли I“) с заданием: 1. Создать мощный радиоцентр (радиорезидентуру), с которым связать ряд радиоточек, имеющихся на нашей стороне и подготовленных к выброске. 2. Подготовить дальнейшие переброски агентурных и повстанческих групп, причём эти переброски предполагают производить в широких масштабах. Повстанческое движение должен был возглавить доктор Долль. 3. Связаться с местными калмыцкими бандитами».
После приземления 9 калмыков по приказанию Кваста направились в сторону Чигир на поиски лошадей. Руководитель группы Кваст после приземления дал телеграмму о благополучном прибытии. Группа была подготовлена и направлена в советский тыл немецким разведорганом «Валли-1» с целью подготовки на территории Калмыкии базы для последующей переброски 36 эскадронов так называемого «Калмыцкого корпуса доктора Долля» и организации восстания среди калмыков, помимо этого группа Шеллера должна была связаться с группой Огдонова. На первом допросе старший группы капитан Шеллер рассказал о задании группы и планах германской военной разведки:

 Возглавляемая мной операция преследовала две цели, а именно: Установление передаточного центра, который должен был принимать сообщения агентов-радистов, подлежащих заброске в восточные области СССР, не могущих своими маломощными передатчиками связаться непосредственно с германскими разведорганами. 2 Постепенная заброска 36 эскадронов Калмыцкого корпуса доктора Долля для организации и развития национального повстанческого движения, которое, по мнению Абвера, имеет место в Калмыкии. Для этой задачи надлежало создать авиасвязь и возможности для приземления самолётов. Для выполнения задачи по установке радиосвязи группа имела 40-ваттный передатчик, смонтированный вместе с антенной и приёмником в чемодане коричневого цвета. После того как главная станция была бы надёжно устроена, Валли 1 должен был забрасывать агентов-разведчиков в различные районы Восточной России. Эти агенты должны были бы передать донесения по радио на нашу главную станцию. Насколько мне известно от Бауна, агентура работала бы в полной уверенности, что она передаёт сведения непосредственно в Германию.
 На втором допросе Шеллер показал:

 В отношении действий калмыцких групп нужно сказать следующее. Первые две группы, приземлившиеся 23 мая 1944 года, должны были стать авангардом, установить связь с якобы имеющимися национальными повстанческими группами и обеспечить безопасность главной радиостанции. Было выделено следующее снаряжение: на человека 1 автомат с двумя дисками, 3 ручных гранаты, полное обмундирование, седло, сбруя. Это снаряжение (к нему ещё ручной пулемёт) было доставлено 23 мая 1944 года. Кроме того, обеим группам были выделены: 2 станковых пулемёта Максим, 2 ручных пулемёта, 16 винтовок. Всё оружие было русского происхождения. Это вооружение осталось в Цилистее и должно прибыть 27 мая, а также должно прибыть около 40 тюков багажа, в котором находилось около 10 тысяч патронов в лентах для пулемётов; около 10 тысяч патронов для винтовок; 15-20 тысяч патронов для автоматов; несколько ящиков с русскими ручными гранатами; медикаменты и перевязочный материал; 60 кг махорки и на 100 дней продовольствия.
 Передача Шеллером в разведцентр радиограммы об успешном приземлении не осталась без внимания в Москве на Лубянке. Располагая сведениями о характере задания, поставленного перед отрядом, а также захваченными шифрами, радиоаппаратурой и радистами, было решено начать радиоигру с абвером под кодовым названием «Арийцы». К тому же контрразведчики пришли к выводу о том, что немцы, по-видимому, не знали о решении Советского правительства о переселении калмыков вглубь территории. Для участия в радиоигре с абвером было решено привлечь старшего группы Эбергарда фон Шеллера и радиста самолёта обер-лейтенанта Ганса Ганзена, которым в целях конспирации оперативники «Смерш» присвоили псевдонимы «Борода» и «Колонизатор» соответственно.

«Кваст» старый разведчик — знает хорошо работу и личный состав абвера. Долгое время работал в Швеции. Имеет связь и авторитет в германских разведорганах. Хотя он и настроен прогитлеровски, но всё же, учитывая его участие в уничтожении самолёта, он (возможно), может быть завербован и использован в дальнейшем. Во всяком случае, он может дать ценные показания, которые в процессе игры у него отобрать невозможно.

30 мая 1944 года в Абвер была отправлена первая радиограмма: 

Посадка в 0.4.55 Московского времени. В 12.40 атака русских истребителей. Ю уничтожен. Необходимое снаряжение спасли, без воды и продуктов. Гремер, Ханлапов, Беспалов, Мухин, два калмыка убиты. Лейтенант Вагнер, обер-фельдфебель Миллер ранены. Перешли положение один — пески, район Яшкуль. Положение благоприятное, связались с партизанами, охрана обеспечена. Разведка калмыков узнала, что посадку Ю заметили русские. Из Сталинграда и Астрахани прислали истребители. Ошибка Ю — садиться днём, долго сидел, надо ночью. Площадку готовим. До полного выяснения мною обстановки мер не принимайте. Радистом использую обер-лейтенанта Ганзен. Слушаю Вас по плану. Прошу указаний Кваст.
 Шеллер убеждал Ганзена предупредить немецкое командование о работе под контролем советских спецслужб. Но Ганзен не поддался на уговоры. В своих мемуарах о своём нахождении в советском плену и участии в радиоигре он вспоминал: 

 Я хочу заявить, что я как офицер не встретил обесчещивающего или унижающего меня отношения, если не считать поведения милиции во время пленения. Наоборот, я познакомился с прямыми и справедливыми людьми, которых раньше нам описывали совершенно в ином роде. Я не могу ещё вынести суждения о Советском Союзе, так как слишком мало знаю страну и её учреждения. Если страна произведёт на меня такое же приятное впечатление, как произвели на меня офицеры и солдаты, то можно сказать, что любая нация почтёт себя счастливой, имея дружбу с Советском Союзом.
 В процессе радиоигры продолжалась дезинформация противника об «успехах» отряда Кваста: установлении связи с пятью мелкими бандгруппами и отрядом Огдонова, действующего на территории Калмыкии. Одновременно им указали точное местоположение отряда Кваста и потребовали помощь: «Начальнику органа. Благодарю за поздравление. Как в резерве радистов нуждаюсь в Захарове, Блок, Косареве, Майлер. Из-за сложных условий связи используйте только лучших радистов. Разведка встретила пять мелких партизанских отрядов без боеприпасов. Огдонов имеет 85 всадников, вооружены плохо. Не мог собрать вокруг себя мелкие группы. Необходимо авторитетное руководство. Первым самолётом продукты, деньги, два комплекта посадочных фонарей, боеприпасы, оружие, радистов. Когда ждать самолёт».
После сообщения противнику подробных данных о посадочной площадке и условных обозначениях её огнями в ночное время 9 июня 1944 года противник передал сообщение: 

«Подвоз, вероятно, ночью 11.6. Последует всё необходимое. Посадка и взятие экипажа при соответствующем обозначении площадки. Опознавательный знак и окончательное решение последует. Капитан».
 Советским командованием было принято решение сообщить о преследовании и уничтожении группы Огдонова: 

Начальнику органа. Положение здесь совершенно невыносимое. Отряд Огдонова разбит, нам калмыки отказывают в помощи. Вынужден согласно договорённости пробираться к повстанцам на Западный Кавказ, откуда, возможно, в Румынию. Нескольких людей из экипажа по болезни и невозможности их транспортировки вынужден буду оставить у калмыков, которым объясню, что направляюсь в Германию, чтобы лично добиться помощи и усиления. Прошу санкции или контрприказа в течение 3 дней, так как дальше не могу ждать. Кваст.
 14 августа от Абвера был получен утвердительный ответ. Немецким командованием Квасту было предложено перебраться к ним на передовую. 18 августа немцам была отправлена радиограмма: 

Сегодня юго-западнее Бергин стычка с отрядом НКВД. Будучи без боеприпасов, спаслись только на конях. Продолжаем марш юго-западным направлением. Успеха не предвижу. Мучают жажда и голод. В случае гибели позаботьтесь о наших семьях. Кваст.
Затем в Абвер была отправлена вторая радиограмма. 

Начальнику органа. Калмыки изменили, мы остались одни, без боеприпасов, продуктов и воды. Гибель неизбежна. Предотвратить ничем не можем. Мы свой долг выполнили до конца. Во всём считаем виновным Вас и Марвиц. Абсурдность операции была очевидна ещё до её начала. Почему нам не помогли. Кваст.
Последняя радиопередача состоялась 20 августа 1944 года, текст в середине специально был оборван 

Нас преследуют. Кругом пески и соль. Вынуждены изменить маршрут. Мучает жажда.
 В ходе операции «Арийцы» немцам было отправлено 42 сообщения и получено в ответ 23. Были уничтожены 2 тяжёлых самолёта и захвачены их двигатели, находившиеся в хорошем состоянии, 12 человек были ликвидированы, 21 задержаны. Из рапорта о ходе проведения радиоигры «Арийцы» от 12 июня 1944 года: 

В процессе проводимой органами СМЕРШ радиоигры по делу «Арийцы» был вызван для посадки в район посёлка Песчаный (бывший Яшкуль) самолёт противника. 12 июня с. г. в 02-00 после выброски 5 парашютистов, 20 мест с оружием, боеприпасами и продовольствием 4-моторный самолёт противника «Ю-290» произвёл посадку и попал в устроенную заранее ловушку. После 15-минутного боя и попыток вырваться из ловушки самолёт загорелся, по-видимому, подожжён экипажем. Принятыми противопожарными мерами удалось спасти левую плоскость с двумя дизель-моторами и хвостовую часть самолёта. В обломках обнаружены 6 почти сгоревших трупов. Один лётчик — штабфельдфебель Энб, успевший выскочить из самолёта, застрелился. Из числа выброшенных парашютистов задержаны 3 человека: Бацбурин, по национальности татарин, кличка «Хакимов»; Цокаев, по национальности осетин, клички «Марков» и «Кожевников»; Росимов, по национальности татарин, клички «Шаримов», «Гайдулин». Четвёртый парашютист, Бадмаев, кличка «Санпилов», по национальности монгол, при приземлении разбился насмерть. Пятый парашютист, калмык по национальности, направленный немцами в качестве охраны радистов, разыскивается.
 Шеллер оставил любопытный документ — письмо:

«Господин генерал! Я добровольно предложил свои услуги русской контрразведке и работал честно и упорно над выполнением весьма секретного задания. В итоге нашей совместной работы достигнут известный успех: был сбит гигантский немецкий транспортный самолёт „Ю-290“, а пассажиры, и среди них 4 немецких агента, попали в руки русской контрразведки. Я желал бы и в дальнейшем также честно и добросовестно работать над выполнением заданий русской контрразведки. Я прошу поэтому Вашего согласия на включение меня в агентурную сеть советской контрразведывательной службы. Я обязуюсь безупречно хранить тайны органа, на который, возможно, буду работать, также и в том случае, если мне придётся действовать против немецкой разведки. В случае Вашего согласия прошу присвоить мне псевдоним „Лор“. Место дислокации. 17.06.44. Э. фон Шеллер».
 Шеллер рассчитывал, что его оставят в живых, но по решению Особого совещания при НКВД СССР от 20 октября 1945 года за шпионаж он был приговорён к расстрелу. Приговор приведён в исполнение 2 ноября 1945 года.